# Школа № 24 (Таганрог)
Школа № 24 — бюджетная средняя общеобразовательная школа в г. Таганроге. Основана в 1936 году.

## История школы
Школа № 24 основана в 1936 году как семилетняя среднеобразовательная школа. На протяжении всей истории существования школы шефство над ней осуществлял Таганрогский металлургический завод.
Первый выпуск школы № 24 состоялся в 1939 году.
В годы оккупации Таганрога, с 1941 по 1943 год, немцы превратили здание школы в конюшни. 
В 1943 году, после освобождения города, школа сразу начинает работать, но не в своём здании, а в бараках металлургического завода, которые были расположены напротив школы. Вновь ученики вернулись в стены своей школы, отремонтированной после войны, 12 сентября 1954 года. Первый послевоенный выпуск состоялся в 1957 году, это были учащиеся сразу 3-х десятых классов.
Учёба в своём родном здании началась 12 сентября 1954 года. Силами учеников была построена мастерская трудового обучения, спортивная площадка, теплица, заложена тополиная аллея. В школе ставились пьесы на английском языке, был создан детский духовой оркестр под руководством Н. Ф. Дьяченко, вокальный ансамбль «Камышинка» под руководством А. К. Зайцева был неоднократным победителем областных и городских конкурсов.
В 1976 году к основному зданию школы был пристроен новый корпус. В нём разместился спортивный зал, столовая и новые учебные кабинеты.
В 1980 году, после полёта в космос выпускника школы Юрия Малышева в школе был создан музей космонавтики.

## Директора школы
- с 2019 по наст. время — Карлина, Оксана Анатольевна
- с 1986 по 2019 — Дворцевая, Людмила Яковлевна[3][4].
- с 1975 по 1986 — Карлова, Зинаида Николаевна
- с 1947 по 1975 — Яровенко, Наталья Николаевна[3][4]
- с 1943 по 1947 — Фостикова, Валентина Антоновна
- с 1936 по 1941 — Дунаевский, Михаил Ефимович

## Известные сотрудники и ученики школы
- Малышев, Юрий Васильевич (1941—1999) — ученик школы, советский космонавт, дважды Герой Советского Союза, дважды кавалер ордена Ленина, кавалер индийского ордена «Ашока Чакра»[2].
- Романченко, Надежда Ивановна (1942) — учитель математики, завуч, Заслуженный учитель Российской Федерации, директор таганрогской Гимназии №2 им. А.П. Чехова с 1986 по 2007 год[5][6].
- Шубина, Зинаида Александровна (1939 — 2008) — учитель русского языка и литературы, завуч, Заслуженный учитель РФ, директор таганрогской средней школы № 10[4].